# ジョージア植民地
ジョージア植民地（ジョージアしょくみんち、英: Province of Georgia）は、イギリス領北アメリカにおける南部植民地の一つである。後にアメリカ合衆国になったイギリスによって設立された13植民地の中では最後のものだった。当初の勅許では細い帯の領地が太平洋まで伸びていた。
植民地の設立勅許は1732年4月21日に、イギリス王ジョージ2世からジェームス・オグルソープに与えられ、ジョージ2世に因んで名前が付けられた。オグルソープは大変厳格な法律を作ったので多くの植民地人は同意できなかった。オグルソープはこの植民地を、イギリス人債務者と「価値のある貧者」が再出発する場所として考えていたが、債務者や受刑者はジョージアの組織化された開拓者の一部にはならなかった。植民地を設立するもう一つの動機は、スペイン領フロリダからイギリス領南部植民地を守るための「緩衝地」あるいは「守備地」とすることだった。また、サウスカロライナから自由を求めてフロリダに逃亡する奴隷をここで止める目的もあった。オグルソープは国境を守ることの出来る「したたかな農夫」が入植することを想定し、このために、植民地勅許では奴隷制を禁止していた。

## 設立
1733年2月12日、オグルソープは最初の開拓者達を伴ってヤマクローブラフに到着し、ここが後にサバンナ市になった。この日は今でもジョージアの日として祝われている。先住民族のヤマクロー族の集落がこの地域にあったが、オグルソープが先住民族の立ち退きを調整した。ジョージア植民地設立の目的は債務者に安全な住み家を提供することだったが、この目的が充足されることはなく、当初の開拓者、男女子供合わせて116人が選ばれたが、この中には債務者や受刑者は含まれていなかった。
当初の勅許は植民地の領土としてサバンナ川とアルタマハ川の間の地域を上流水源（アルタマハ川の水源はオクマルギー川である）まで伸ばし、さらに「海から海まで」西方に伸びていた。この勅許に含まれた地域は元々カロライナ植民地の勅許の一部であり、ジョージアとの関係は密接だった。サウスカロライナはこの地域の支配権を得ることはなかったが、ヤマシー戦争の後で、敗北したヤマシー族の少数の集落を除きジョージア海岸からインディアンが消えた。残ったヤマシー族はフロリダで依然敵対的であるヤマシー族やクリーク族と区別するためにヤマクロー族と呼ばれるようになった。

## 発展
イギリス枢密院が1732年6月9日に勅許を完成させ、次の20年間は議会からの毎年の交付金によって信託委員会が植民地を統治した。しかし、多くの問題点やオグルソープが植民地を離れたこともあって、信託委員会では領主植民地を運営できないことが分かり、勅許が切れる1年前の1752年6月23日、植民地を王室に戻す譲渡証書を発行した。1755年1月7日、ジョージアは正式に信託植民地であることを止め、王室領植民地となった。
1732年から1758年、小さな地方区分として地区と町があった。1758年、ジョージア植民地は8つの郡に分割され、1765年にはさらに4郡が追加された。1777年、ジョージア邦として最初の8郡が創設された。
実際のところ、植民地の開拓はサバンナ川周辺地域に限られていた。植民地西部はアメリカ独立戦争の後までクリーク族インディアンによって支配されたままだった。
当初から植民地開拓は緩りとした速度で始まった。オグルソープは酒類を許さず、植民地人は200エーカー (0.8 km2)以上の土地を持つことを許されなかった。人々が不満を抱くようになったので、オグルソープは最終的に規則を曲げ、植民地の成長速度が速まることになった。
奴隷制は1749年から認められた。内部では、特にスコットランドからの開拓者の間に反対があった。しかし、独立戦争の頃までに、奴隷制に関してジョージアは南部の他の地域と同じような状態になった。
1802年、ジョージア州はその西部領土を連邦議会に譲渡した。この領土はミシシッピ準州となり、さらに後に（隣接する土地を加えて）アラバマ州とミシシッピ州になった。